# Милькович, Рада
Радмила «Рада» Милькович (сербохорв. Радмила (Рада) Миљковић / Radmila (Rada) Miljković; январь 1917, Белица — 19 июля 1942, Урие) — югославская сербская учительница, партизанка времён Народно-освободительной войны Югославии, Народный герой Югославии.

## Биография
Родилась в 1917 году в деревне Белица. До войны работала учительницей в сельской школе, в молодости вступила в Коммунистическую партию Югославии. Продолжила работу в Шантароваце, где занималась пропагандой коммунизма вместе с Петаром Стамболичем.
После начала Народно-освободительной войны Югославии она вступила в Беликскую партизанскую роту. К концу 1941 года вместе с остальными коммунистами первой двинулась в регион Аджина-Ливада, а затем перебралась в Ужице, где была основана Ужицкая республика. После разгрома Ужицкой республики Рада со своими товарищами перешла в Черногорию, а затем достаточно быстро перешла в Боснию.
19 июля 1942 года Рада Милькоевич вместе с Бошко Джуричичем и Живадином «Кумом» Янковичем погибла в бою в деревне Урие около Бугойно. Указом Иосипа Броза Тито от 6 июля 1953 года она была посмертно награждена орденом и званием Народного героя Югославии.